# Anarchokomunismus

Červeno-černá vlajka levicových (sociálních) anarchistů

Anarchokomunismus je politický směr hájící vizi beztřídní společnosti (komunismus) bez vládnoucí strany a státu (anarchismus). Petr Kropotkin byl nejviditelnějším teoretikem a představitelem anarchokomunismu, de facto prvního uceleného anarchistického světonázoru. Ve svých dílech jako Dobývání chleba, Pole, továrny a dílny nebo Pospolitost – vzájemná pomoc, jako první zřetelně a srozumitelně načrtl podobu budoucí anarchistické společnosti.
Anarchokomunismus nabyl popularity hlavně v Itálii a Španělsku.
V českých zemích byl před první světovou válkou anarchokomunismus reprezentován Bohuslavem Vrbenským nebo S. K. Neumannem a také severočeskými horníky a částí pražské inteligence. V Česku funguje anarchokomunistické sdružení Anarchokomunistická alternativa.
Za zmínku stojí anarchokomunistický atentát na Aloise Rašína 5. ledna 1923.